# 쿨노보

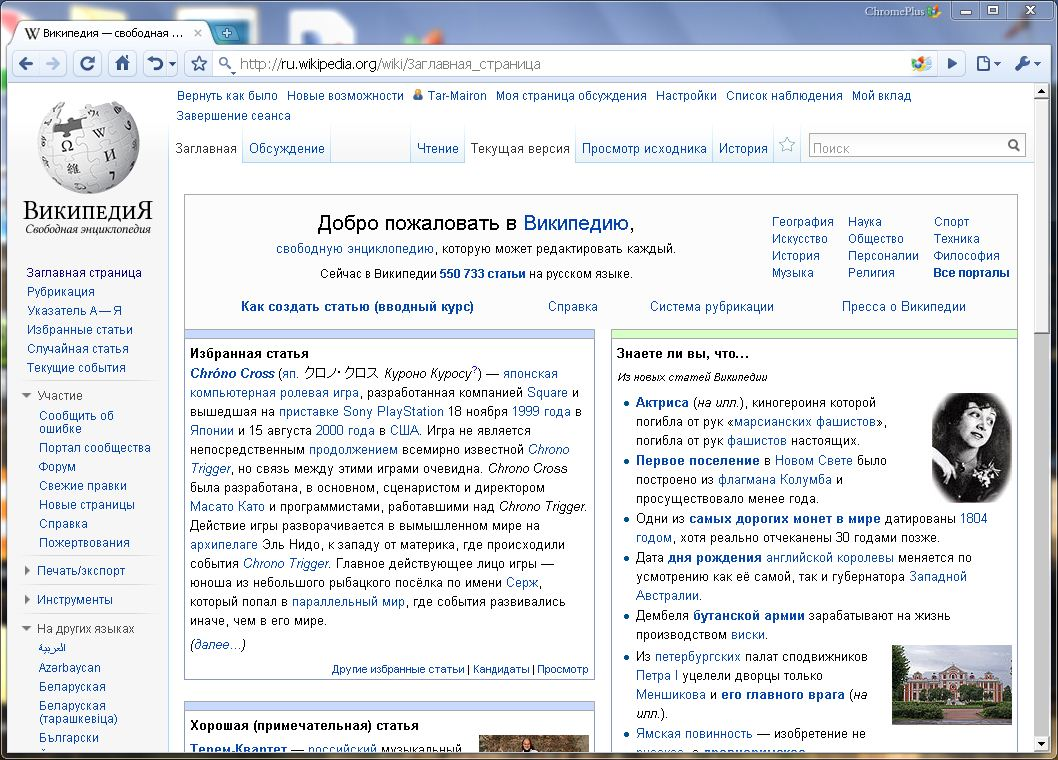

쿨노보(CoolNovo)는 중국의 메이플 스튜디오에서 크로미엄을 기반으로 만든 웹 브라우저이다.
2011년 12월 29일까지 크롬플러스(ChromePlus)라는 명칭을 사용했으나, 2011년 12월 30일 새 버전의 브라우저를 내놓으면서 쿨노보로 명칭을 바꾸었다.
2013년 8월 29일 v2.0.9.20 버전을 끝으로 더 이상 업데이트되지 않고 있다.

## 기능
쿨노보는 구글 크롬과는 달리 아래와 같은 5가지 기능이 기본적으로 포함되어 있다.
더블 클릭으로 탭 닫기
상단 탭의 닫기 버튼을 누르지 않고 닫고자 하는 탭을 더블 클릭함으로써 탭을 닫을 수 있다.
슈퍼 드래그
웹 페이지에 포함된 링크를 드래그해서 아무데나 놓으면 드래그한 링크로 이동된다. 마찬가지로 텍스트를 드래그해서 아무데나 놓으면 사용자가 설정한 검색 엔진으로 드래그한 텍스트가 검색된다.
마우스 제스처
마우스 오른쪽 버튼을 클릭한 상태로 움직이면 궤적이 그려진다. 궤적 모양에 따라 뒤로/앞으로 이동, 탭 닫기 등의 명령을 실행할 수 있다.
IE 탭
주소 표시줄 오른쪽에 있는 북마크버튼 옆의 아이콘을 클릭하면, 쿨노보로 인터넷 익스플로러의 레이아웃 엔진을 불러들인다. 단, IE 탭을 사용하기 위해서는 사용자의 운영 체제에 인터넷 익스플로러가 설치되어 있어야 한다.
다운로드 도구 제공
웹 페이지의 환경 메뉴에서 몇 가지 다운로드 도구를 제공한다.

## 단점
쿨노보는 구글 크롬의 안정화 버전보다 업데이트가 느리다. 이 때문에 보안 취약점이 발견되어도 즉각 수정되지 않고 수일에서 수개월이 지난 후에 업데이트가 되어 쿨노보의 단점으로 지적된다.

## 같이 보기
- 웹 브라우저
- 구글 크롬
- 크로미엄
- SR웨어 아이언